# Аріналдо Ррапай
Аріналдо Ррапай (алб. Arinaldo Rrapaj; нар. 9 серпня 2001, Кавая, Албанія) — албанський футболіст, півзахисник ковалівського «Колоса».

## Клубна кар'єра

### «Фламуртарі»
Вихованець «Фламуртарі». У футболці вльорського клубу дебютував 19 травня 2018 року в переможному (2:1) домашньому поєдинку албанської Суперліги проти «Партизані», в якому вийшов на поле в стартовому складі.

### «Партизані»
Сезон 2020/21 років провів у «Скендербеу», за який зіграв 30 матчів у чемпіонаті. У червні 2021 року підписав 3-річний контракт з можливістю продовження ще на один рік з «Партизані». Сума відступних склала 50 000 євро. У футболці столичного клубу дебютував 10 вересня 2021 року в програному (0:1) виїзному поєдинку 1-го туру албанської Суперліги проти  дурреської «Теути». Аріналдо вийшов на поле в стартовому складі, а на 70-й хвилині його замінив Есат Мала. Першим голом за «Партизані» відзначився 26 вересня 2021 року на 88-й хвилині нічийного (1:1) домашнього поєдинку 3-го туру Суперліги Албанії проти шкодерської «Влазнії». Ррапай вийшов на поле на 79-й хвилині замість бразильця Лукаса. Загалом за столичний клуб зіграв 112 матчів (19 голів) у вищому дивізіоні чемпіонату Албанії, 12 матчів (1 гол) у кубку країни, 1 поєдинок у суперкубку Албанії та 17 матчів (2 голи) у Лізі конференцій УЄФА.

### «Ворскла»
На початку грудня 2024 року у ЗМІ з'явилася інформація про зацікавленість «Колоса» до Аріналдо Ррапая, який повинен був стати найдорожчим в історії ковалівського клубу. 25 грудня 2024 року за суму в близько 300 000 євро перейшов до «Колоса», з яким підписав 3,5-річний контракт.

## Кар'єра в збірній
Виступав за юнацькі та молодіжну збірні Албанії різних вікових категорій.
У футболці національної збірної Албанії дебютував 26 жовтня 2022 року в нічийному (1:1) виїзному поєдинку проти Саудівської Аравії. Ррапай вийшов на поле на початку другого тайму.

## Статистика виступів

### Клубна
Станом на 31 серпня 2024 року.
| Сезон                            | Команда                          | Чемпіонат                        | Чемпіонат | Чемпіонат | Нац. кубок | Нац. кубок | Нац. кубок | Конт. кубок | Конт. кубок | Конт. кубок | Інші кубки | Інші кубки | Інші кубки | Загалом | Загалом |
| Сезон                            | Команда                          | Змаг.                            | Матчі     | Голи      | Змаг.      | Матчі      | Голи       | Змаг.       | Матчі       | Голи        | Змаг.      | Матчі      | Голи       | Матчі   | Голи    |
| -------------------------------- | -------------------------------- | -------------------------------- | --------- | --------- | ---------- | ---------- | ---------- | ----------- | ----------- | ----------- | ---------- | ---------- | ---------- | ------- | ------- |
| 2017-2018                        | «Фламуртарі» (Вльора)            | КС                               | 1         | 0         | КА         | 1          | 0          | -           | -           | -           | -          | -          | -          | 2       | 0       |
| 2018-2019                        | «Фламуртарі» (Вльора)            | КС                               | 18        | 0         | КА         | 4          | 0          | -           | -           | -           | -          | -          | -          | 22      | 0       |
| 2019-2020                        | «Фламуртарі» (Вльора)            | КС                               | 34        | 0         | КА         | 2          | 0          | -           | -           | -           | -          | -          | -          | 36      | 0       |
| Загалом за «Фламуртарі» (Вльора) | Загалом за «Фламуртарі» (Вльора) | Загалом за «Фламуртарі» (Вльора) | 53        | 0         |            | 7          | 0          |             | -           | -           |            | -          | -          | 60      | 0       |
| 2020-2021                        | «Скендербеу»                     | КС                               | 30        | 0         | КА         | 2          | 0          | -           | -           | -           | -          | -          | -          | 32      | 0       |
| 2021-2022                        | «Партизані» (Тирана)             | КС                               | 32        | 6         | КА         | 6          | 1          | ЛКУ         | 4           | 0           | -          | -          | -          | 42      | 7       |
| 2022-2023                        | «Партизані» (Тирана)             | КС                               | 34        | 6         | КА         | 4          | 0          | ЛКУ         | 2           | 0           | -          | -          | -          | 40      | 6       |
| 2023-2024                        | «Партизані» (Тирана)             | КС                               | 32+2      | 2+0       | КА         | 2          | 0          | ЛЧУ+ЛКУ     | 2+6         | 0+2         | СА         | 1          | 1          | 45      | 5       |
| 2024-2025                        | «Партизані» (Тирана)             | КС                               | 3         | 2         | КА         | 0          | 0          | ЛКУ         | 3           | 0           | -          | -          | -          | 6       | 2       |
| Загалом за «Партизані» (Тирана)  | Загалом за «Партизані» (Тирана)  | Загалом за «Партизані» (Тирана)  | 101+2     | 16+0      |            | 12         | 1          |             | 17          | 2           |            | 1          | 1          | 133     | 20      |
| Усього за кар'єру                | Усього за кар'єру                | Усього за кар'єру                | 184+2     | 16+0      |            | 21         | 1          |             | 17          | 2           |            | 1          | 1          | 225     | 20      |

### У збірній
| Дата       | Місто    | Господарі         | Результат | Гості   | Турнір           | Голи | Примітки |
| ---------- | -------- | ----------------- | --------- | ------- | ---------------- | ---- | -------- |
| 26-10-2022 | Абу-Дабі | Саудівська Аравія | 1 – 1     | Албанія | товариський матч | -    | 46'      |
| 9-11-2022  | Марбелья | Катар             | 1 – 0     | Албанія | товариський матч | -    |          |
| Усього     |          | Матчів            | 2         |         | Голів            | 0    |          |

## Досягнення
«Партизані» (Тирана)
- Суперліга Албанії
  -  Чемпіон (1): 2022/23

- Суперкубок Албанії
  -  Володар (1): 2023